# Браун, Ирвинг
Ирвинг Джозеф Браун (англ. Irving Joseph Brown; 20 ноября 1911, Бронкс — 10 февраля 1989, Париж) — американский профсоюзный деятель, основатель союза рабочих автопрома, международный представитель АФТ и АФТ–КПП. Организатор антикоммунистических профсоюзов и антисоветских кампаний в разных странах мира. Один из основателей МКСП. В 1982—1986 начальник департамента международных отношений АФТ—КПП. По некоторым утверждениям, оперативный партнёр ЦРУ.

## Активист АФТ. Лидер профсоюза автопрома
Родился в семье лидера профсоюза водителей Нью-Йорка. В юности работал грузчиком, экспедитором, официантом, копирайтером в The New York Times, профессионально занимался боксом. Окончил Нью-Йоркский университет, затем Колумбийский университет, получил степень бакалавра экономики.
В середине 1930-х Ирвинг Браун участвовал в создании профсоюза рабочих автомобильной промышленности на заводах Ford и General Motors. Эта инициатива вызвала недовольство работодателей и могущественного профсоюза транспортников (к которому принадлежал его отец). Ирвинг Браун прошёл своеобразную школу жёстких профсоюзных конфликтов, вплоть до силового противостояния с привлечением мафии. Браун одержал верх при поддержке президента Американской федерации труда (АФТ) Уильяма Грина и Джорджа Мини, возглавлявшего тогда АФТ в штате Нью-Йорк.
Этот успех выдвинул Ирвинга Брауна в первый ряд американского профсоюзного движения. В 1940 он стал одним из национальных организаторов АФТ. В 1942 вошёл в состав профсоюзной делегации в Совете по военному производству. Во время Второй мировой войны имел офицерское звание лейтенанта Армии США, консультировал Управление стратегических служб по вопросам воссоздания профсоюзов западноевропейских стран. Привлекался по этим вопросам во внешнеэкономическую администрацию, но не нашёл общего языка с американскими военными властями в Германии: Браун выступал за расширение прав немецких профсоюзов. Сосредоточился на деятельности в Комитете свободных профсоюзов (FTUC), созданном при АФТ в 1944 для поддержки родственных профобъединений в зарубежных странах.

## Международный представитель АФТ. Организатор антикоммунистических профсоюзов
Осенью 1945 Ирвинг Браун был назначен представителем АФТ в Европе. Штаб-квартиры он учредил в Париже и Брюсселе. Главным напарником Брауна являлся бывший коммунист Джей Лавстон. В задачу ставилось противодействие сильному советскому и коммунистическому влиянию в международном профдвижении, проводимому через Всемирную федерацию профсоюзов (ВФП). Браун был активным сторонником плана Маршалла, защищал его от социал-демократической критики Виктора Рейтера (брат Уолтера Рейтера, функционер профсоюза рабочих автопрома).
Ирвинг Браун активно приступил к формированию антикоммунистических и антисоветских рабочих союзов во Франции, Италии, Великобритании, Западной Германии, Бельгии, Греции. При этом деятельность убеждённого антикоммуниста Брауна была направлена не только против просоветских сил — он оказывал содействие рабочим организациям франкистской Испании и перонистской Аргентины. В 1956 Браун финансировал создание рабочего профсоюза во Французском Алжире. Это вызвало крупный скандал с правительством Франции — профсоюз был антикоммунистическим, но выступал за независимость Алжира

Где бы мы ни находили людей, готовых сражаться, мы должны были дать им понять: они сражаются не в одиночку.

Ирвинг Браун

Крупным успехом Брауна и FTUC стал раскол французского левоориентированного профобъединения ВКТ и создание Форс увриер. Основными французскими партнёрами Брауна выступали идеолог синдикализма Раймон Ле Бурре, лидер профсоюза железнодорожников Андре Лафон, шахтёрский активист Анри Майи и ветеран марсельского профсоюза моряков Пьер Ферри-Пизани. При участии Брауна была создана Итальянская конфедерация профсоюзов трудящихся, альтернативная связанной с коммунистами ВИКТ. Резко дистанцировался от ВФП Британский конгресс тред-юнионов. Реформистские позиции заняло Объединение немецких профсоюзов. Коалиция греческих антикоммунистических профсоюзов была сформирована при участии Брауна в период гражданской войны. C ВФП порвал даже профсоюз металлистов Финляндии, находившийся под влиянием ВЦСПС, причём на съезде в Хельсинки фиксировалась встреча с советскими представителями, где Браун выступал с позиции победителя. В 1949 была учреждена Международная конфедерация свободных профсоюзов (МКСП), покончившая с доминированием ВФП.
В 1947 Ирвингу Брауну и его союзникам удалось сорвать организованные компартиями забастовочные кампании против правительств Поля Рамадье и Альчиде Де Гаспери. Также были сорваны забастовки в средиземноморских портах против поставок по плану Маршалла. Созданный при его помощи Комитет средиземноморских портов вырвал контроль над этими стратегическими объектами у прокоммунистических профсоюзов во Франции, Италии и Греции. Особенно острая ситуация сложилась при этом в Марселе, где доходило до вооружённых столкновений между активистами ВКТ и Форс увриер (под напором боевиков Ферри-Пизани коммунистам пришлось обращаться за помощью к полиции). Ирвинг Браун принимал личное участие в организации силового противоборства.

Я использую законность для нелегальной системы.

Ирвинг Браун

Для финансирования этой деятельности Браун пользовался различными источниками. Значительную часть составляли профсоюзные средства из фондов FTUC или структур типа Еврейского рабочего комитета Артура Голдберга. Другим источником являлись крупные американские корпорации, в том числе Exxon и General Electric. Дружеские отношения и деловое сотрудничество с Авереллом Гарриманом открыли Брауну доступ к фондам «плана Маршалла». Субсидии поступали от Госдепартамента, а по некоторым данным, не имеющим документированных подтверждений, от ЦРУ. На вопрос, является ли он агентом ЦРУ, Браун отвечал в том смысле, что ответ «да» характеризовал бы дурака, а ответу «нет» собеседник не поверит. При этом действия Брауна далеко не всегда координировались с правительственными инстанциями США. Обычно это были самостоятельные проекты АФТ—КПП, а нередко и его собственные инициативы.
Сам Браун объяснял необходимость масштабного финансирования необходимостью «перевесить» советскую и партийную поддержку прокоммунистических профсоюзов. Его собственная зарплата составляла 8750 долларов в год, штат состоял из трёх человек.
В начале 1950-х Ирвинг Браун и его деятельность стали широко известны в Европе. Коммунистические авторы называли его «отъявленным фашистским рэкетиром» и «самым опасным человеком». Антикоммунистические активисты благодарили за поддержку, характеризовали как человека «решительного и благородного», гордились личной дружбой. В то же время некоторые американские правые политики всерьёз обвиняли Брауна в тайной работе на коммунистов. Эту позицию выразил в нашумевшей статье консервативный обозреватель Уэстбрук Пеглер, приверженец теории заговора. Браун такие обвинения обоснованно рассматривал как смехотворные и напомнил Пеглеру, что «начал бороться с коммунистами задолго до того, как вы нашли в этом выгодный бизнес».

## Функционер АФТ—КПП. Организатор антисоветских кампаний
В 1955 Американская федерация труда и Конгресс производственных профсоюзов объединились в АФТ—КПП. Первым президентом АФТ—КПП стал Джордж Мини, на которого Ирвинг Браун издавна ориентировался. В 1962 Браун вернулся в США и вместе с Лавстоном учредил Американский институт развития свободного труда. По поручению Мини он возглавил представительство МКСП при ООН, хотя отношения АФТ—КПП с МКСП к тому времени заметно осложнились.
Ирвинг Браун возглавил так же Афро-американский рабочий центр и занялся продвижением реформизма и антикоммунизма в профсоюзах Африки, Азии и Латинской Америки. В 1972—1973 Браун играл видную роль в политический и финансовой поддержке чилийской забастовки грузоперевозчиков, приведшей к падению правительства Сальвадора Альенде.
В 1973 Ирвинг Браун снова возвратился во Францию в статусе международного представителя АФТ—КПП. В 1982 новый президент АФТ—КПП, преемник Джорджа Мини Лейн Киркленд назначил Брауна начальником департамента международных отношений. Внутреннее положение европейских стран и международная обстановка были уже иными. Своей задачей на этом этапе Браун считал содействие «национальным профсоюзным движениям, свободным от государственного контроля и господства политических партий», гарантию американской и британской помощи в обеспечении «демократических прав свободных профсоюзов». В конце 1970-х Ирвинг Браун включился в международную кампанию поддержки советских диссидентов, организовал выступления датских и итальянских профсоюзов в защиту академика Сахарова (связи с русской антикоммунистической эмиграцией он поддерживал с 1950-х).
Ирвинг Браун настороженно воспринял избрание президентом Франции поддержанного компартией социалиста Франсуа Миттерана. Несмотря на вполне «проатлантический» курс нового президента, поддержка со стороны даже не очень влиятельной компартии представлялась Брауну опасной: «Франции угрожают не 10 % голосов за коммунистическую партию, а коммунистический аппарат». Такова же была позиция администрации Рональда Рейгана. Браун напомнил цитату Томаса Джефферсона о «цене свободы — вечной бдительности».
По настоянию Брауна американский Национальный фонд демократии открыл финансирование для профсоюза Форс увриер и Национального межуниверситетского союза — правой голлистской организации, связанной с Жаком Фоккаром. Через Брауна была выделена сумма в 1,565 млн долларов (830 тысяч получил профсоюз, 575 тысяч — университетский союз, 160 тысяч — другие организации). Профсоюзные и студенческие активисты повели кампанию против правительства Пьера Моруа, в котором участвовали коммунисты.
В 1984 Ирвинг Браун организовал антисоветские демонстрации, сопровождавшие зарубежную поездку Михаила Горбачёва, тогда члена Политбюро ЦК КПСС, в скором будущем генерального секретаря. На французском примере он подчёркивал необходимость «смотреть на 10 лет вперёд», планировать антикоммунистическую борьбу, учитывая опасности. В свете последовавших событий, Перестройки, революций 1989 года и распада СССР, его тревога представляется преувеличенной, что незадолго до смерти отмечал и он сам.
В 1986 Лейн Киркленд перевёл Ирвинга Брауна на должность своего старшего советника. В 1988 президент Рейган наградил Брауна президентской медалью Свободы. Три года спустя Ирвинг Браун скончался в возрасте 77 лет. Лейн Киркленд отреагировал на сообщение о его смерти словами: «Мы потеряли гиганта. Никто не сделал больше Ирвинга для защиты прав рабочих во всех странах мира».

## Личность и характер
Даже в преклонном 74-летнем возрасте Ирвинг Браун описывался как «бойкий, драчливый, представительный и воинственный». Отличался выдающейся работоспособностью, его рабочий день обычно составлял 14 часов. Для самостоятельного поддержания контактов он овладел тремя европейскими языками — французским, итальянским, немецким. Был женат на своей сотруднице и единомышленнице Ирэн (Лилли), в браке имел сына.
Ирвинг Браун лично общался с рабочими активистами в соответствующих условиях шахт и портовых доков. Обладал запоминающимся внешностью: невысокий, крепко сложенный, тренированный, с типично «боксёрской» фигурой. В то же время он умел создать себе иной имидж задумчивого интеллигента в очках. Известен случай, когда случайно подвозивший Брауна французский таксист коммунистических взглядов стал рассуждать об «американском шпионе Ирвинге Брауне — самым опасном человеке Франции». Браун крепко схватил его за лацканы и назвал себя, приведя в шок за рулём.